# Emoia rennellensis
Espèce
Statut de conservation UICN

 LC  : Préoccupation mineure
Emoia rennellensis est une espèce de sauriens de la famille des Scincidae.

## Distribution
Cette espèce est endémique de l'île Rennell aux Salomon.

## Étymologie
Son nom d'espèce, composé de rennell et du suffixe latin -ensis, « qui vit dans, qui habite », lui a été donné en référence au lieu de sa découverte : l'île Rennell.

## Publication originale
- Brown, 1991  : Lizards of the genus Emoia (Scincidae) with observations on their evolution and biogeography. Memoirs Of The California Academy Of Sciences, vol. 15, p. 1-94 (texte intégral).